# Bill Bruford
William Scott "Bill" Bruford (17 de Maio de 1949), é um ex-baterista inglês. Mais conhecido por suas contribuições em bandas como Yes, King Crimson, UK e Genesis, entre outros conjuntos de rock progressivo. Bill Bruford trouxe para o rock novos rudimentos, técnicas orquestrais e de jazz. Bruford foi um dos criadores do gênero rock progressivo. Em 2017, ele entrou para o Rock and Roll Hall of Fame como membro do Yes.